# ゾイド
ゾイド（ZOIDS）、は、タカラトミー（旧・トミー）が展開する玩具シリーズである。
ZOIC（動物の）とANDROIDS（人造人間）に由来する造語であるが、日本語においては最後のSは発音しない。動物・恐竜などをモチーフとして、ゼンマイやモーターによって歩行や武器の稼働などのギミックを有する組み立て玩具は、1980年代当時からオリジナルの男児向け玩具の傑作として人気を博した。現在では「動物型メカの代名詞」と呼ばれるほどであり、2018年2月時点でキットの累計出荷数は4400万個以上、累計売上は830億円以上である。
玩具を使ったジオラマによる架空戦記（ゾイドバトルストーリーなど）を中心に、漫画やゲームなどのメディアミックス展開が行われており、1999年以降のシリーズではテレビアニメも放送されている。最新シリーズは、2018年から展開中の「ゾイドワイルド」。なお、ゾイドのファンのことを「ゾイダー」と呼ぶ場合がある。

## 沿革

### メカ生体ゾイド（第1期）
1982年、トミー（現・タカラトミー）が生産し、アメリカ現地法人であるトミーコーポレーションが「ZOIDS」として発売したことからシリーズは始まる。元々、トミーには「ちっちゃな仲間たち」と呼ばれるマイクロゼンマイを用いた玩具シリーズが存在し、これを男児向けの新商品として開発するところからスタートした。これが欧米市場で好評だったため、日本でも「メカボニカ」とタイトルを変えて売り出された。
しかし、メカボニカの人気は振るわなかったため、1983年にタイトルを欧米と同様の「メカ生体ゾイド」に改めた。この時、トミー社内のアイデアコンテストに参加してゾイドに関わることになったのが、のちに「ゾイドの生みの親の一人」と呼ばれる徳山光俊で、コンテストをきっかけに若手社員3人（徳山のほか、エンジニアの二階堂輝雄とデザイナーの藤野凡平）によるゾイドチームが作られた。このゾイドチームは、「架空の惑星における共和国と帝国の戦い」というバックグラウンドを設定したが、発売予定までの限られた時間でラインナップを拡充するため、メカボニカの製品を転用・改造して間に合わせた。徳山は、ゾイドが子どもたちを楽しませる「普遍のものさし」（テレビ番組の放送期間で価値が左右されるキャラクター玩具とは違うオリジナル玩具）を目指しており、恐竜の化石を発掘して復元するように「組み立てを楽しむ玩具」に拘った。さらに（テレビキャラクターに比べ知名度が劣るので）売上停滞の懸念を緩和するため、営業部や玩具販売店とも一丸となり魅力的な店頭販売に注力し、徳山が直接イラストを描いたゾイド売り場作りのマニュアルを作成。また、店頭で動かし続けながら展示できる初の電動モーター搭載キットであるビガザウロを発売した（ビガザウロはアメリカのZOIDSとして企画されていたが、メカ生体ゾイドの目玉に転用して国内で販売されたもの）。その後、アニメプロデューサーの飯島敬らの手によってゾイド星におけるヘリック共和国とゼネバス帝国が戦う「ゾイドバトルストーリー」が作られ、世界観の形成も進んだ。
1984年には、シリーズの中でも象徴的なゴジュラスや帝国側ゾイドも発売され展開が本格化。ゴジュラスやアイアンコングなど多くのゾイドをメインデザイナーである藤野が手がけた。さらには、小学館の学年別学習雑誌に掲載されたジオラマや、特撮を使ったCMなどで人気を集めた。1987年には従来の1/72スケールに加え、モデラーの横山宏がデザインした1/24スケールの24ゾイドが登場した。
1989年にはガイロス帝国（暗黒軍）の登場で新展開が始まり、ゾイドのデザインはヒーロー色の強いものになっていった。しかし、ミニ四駆などの人気に押され、1990年のデス・キャットを最後にゾイドシリーズは一度終了した。
タカラトミーでは、この期間（1983年〜1991年）までのシリーズ展開を「第1期」と位置づけており、日本国内でのキットの累計出荷数は1900万個以上である。

### 欧米での展開
アメリカでは1984年から1986年ごろまで「ROBO STRUX」の商品名で販売されていた。同時期のヨーロッパでは「ZOIDS」として販売されていたが、それぞれのシリーズで異なる成型色や設定が使われていた。日本のゾイドシリーズが休止中の間も、1993年からヨーロッパでメッキを多用した「ZOIDS2」、アメリカでも1994年に「TECHNO ZOIDS」といったシリーズが展開された。アメリカや西ドイツよりもイギリスで人気が高かった。

### 1999年〜2006年（第2期）
1990年代後半、インターネットの普及に伴い、Web上で旧来のゾイドファンに向けたコンテンツの提供が開始。1997年から公式ウェブサイトが設立され、イベントでのゾイドの限定販売が行われるようになった。1998年3月19日～20日開催の東京ゲームショウにて展示が行われた。1998年11月には『電撃ホビーマガジン』誌1999年1月号（創刊号）からメカ生体ゾイドシリーズやその設定画などを紹介する記事の連載も開始されている。
こうした下準備を経て、1999年8月、ゾイドは9年ぶりに復活し新シリーズ「機獣新世紀ゾイド」として再スタート。同年9月からは毎日放送によるテレビアニメ『ゾイド -ZOIDS-』が放映された。同時にキット展開も開始。
2001年には2作目となるアニメ『ゾイド新世紀スラッシュゼロ』も放送された。2002年からは「ゾイドブロックス」シリーズなども登場。
2004年からはテレビ東京によるテレビアニメが再開。『ゾイドフューザーズ』、翌2005年には完全な新作の『ゾイドジェネシス』を軸にした商品展開を開始。
2006年3月1日にトミーはタカラと合併。同年4月からは「ネオブロックス」を展開し、他にも新動力機構を備えたゾイドエヴォドライブをゴジュラスとレッドホーンの2種類をリリース。さらにタカラトミー初のオンラインゲームでもある「ゾイドオンラインウォーズ」の運営を開始。同年11月からはコトブキヤとのコラボレート企画として1/72スケールプラモデルシリーズの「ゾイド ハイエンドマスターモデルシリーズ」（以下HMMシリーズ）の展開が開始された。その後、ゾイドは前年開始したネオブロックス、ゾイドオンラインウォーズが終了した。
タカラトミーはここまで（1999年〜2006年）を「第2期」と呼んでおり、国内・国外を合わせた累計出荷数は2500万個以上である。

### 2008年以降
第2期シリーズのアニメの終了後は勢いを失い、コアなファン向けの小規模な展開が中心となった。2008年に入り月刊ゾイドグラフィックスによる旧キットの復刻、そして電撃ホビーマガジン創刊10周年企画およびゾイド誕生25周年記念企画である「ゾイドリバースセンチュリー」シリーズ、アニメシリーズの10周年企画商品を展開。商品展開は2009年3月に発売されたガルタイガーGCで商品展開と生産を終了。2009年7月のおもちゃショー会場で暗黒軍仕様ディメトロドンが限定販売された。
2010年には海洋堂のリボルテックシリーズややまとの完成品フィギュアが発売。同年8月に『ZOIDS concept art』の発刊が行われた。このconcept artは、第1期の終焉後にアニメ業界に移っていた徳山がタカラトミーに復帰し、子どもたちが自由に空想して遊べる玩具オリジナルの作品の良さを後世に残すコンセプトアート作品と位置づけて直接描いている。
2012年にはタカラトミーの子会社であるトミーテックブランドより1/144スケールのプラモデルシリーズ「モデラーズスピリットシリーズ」を展開するも8製品の製品化をもって2014年にシリーズ終了（一部の製品は開発予告されていたが販売中止）。公式サイトでは、「第一期シリーズ終了」とされているが、現在までにシリーズ関連の動きは無い。
2013年3月からはゾイド30周年を記念して、『ZOIDS concept art』の世界観を基軸にした「ゾイドオリジナル」をキット展開するが、これも4製品が販売されたのみで翌2014年3月で終了。
2015年には旧・タカラ主導であったトランスフォーマー マスターピースとのコラボレーションとして「ZOIDSマスターピース シールドライガー」と「同セイバータイガー」が発表、2016年3月に発売された。また、concept artの世界観をモチーフとしたゲームとして、ZOIDS Material Hunters（2015年5月〜2016年6月）とZOIDS FIELD OF REBELLION（2017年4月〜2018年7月）も配信していたが、どちらも1年程度でサービス終了となった。

### 2018年（第3期）
2018年2月には、「Z」をキーワードとするティーザー広告（公式サイトおよびコロコロコミックに掲載）を経て、同月27日に新シリーズ「ゾイドワイルド」を発表。同年6月より「第3期」と銘打った大々的なシリーズ再開を発表。完全新作のゾイド（8種類）を販売したほか、アニメ・漫画・スマホアプリなどのメディアミックス展開を行った。
2023年からは、ゾイド40周年のアニバーサリー商品としてAZ（Anniversary Zoids）シリーズが展開された。メインのターゲット購買層は、30～35歳の男性（第2期で展開されたテレビアニメを見て育った世代）。40周年プロジェクトの大テーマは「ファンへの感謝」。初代アニメの主人公バン・フライハイトの愛機として登場し、シリーズ史上最高の売り上げを記録した「ブレードライガー」をハイエンドモデルの第一弾として発売した。Anniversary ZoidsとしてのAZシリーズは2024年9月発売の「AZ-06 ライガーゼロフェニックス」をもって一応の終了とし、以降は、AZの名はそのままにAdvanced Ziと解釈を変えシリーズを継続している。2025年にはハイターゲットブランド「T-SPARK」の一IPとなり、そこから完成品トイの鋼鉄機神 アダマスマキナ、1/100スケールプラキットシリーズのREALIZE MODEL、コトブキヤと協業した1/10スケール可動キャラクタープラキットシリーズのメタモルバースの一ブランドとして展開を予定している。

## 主な玩具シリーズ作品

### 特徴
1/72キットなどの製品は、組み立てに接着剤が不要なスナップフィット方式を採用している。ゴムキャップで固定されるパーツもあり、組み立てた後でも簡単に分解することができる。こうした仕様は、安全性が重視される欧米市場を意識したものだった。また、小型ゾイドはゼンマイ、大型のものにはモーターが内蔵されており、歩行などの動作を行う。
デザインはモチーフとなった動物の意匠を活かしており、陣営によって差別化が図られている。デザインの募集も行われ、バリゲーターのようにデザインコンテストの受賞作が製品化されたこともある。

### 1/72スケール組み立てキット
第1・2期でゾイドの主力となったシリーズ。大きく分けると電動モーター駆動によるキットとゼンマイ駆動のキットに二別される。さらに電動モーター駆動キットは大型キットと中型キットに分けられ（さらに超大型キットに分ける場合もある）、ゼンマイ駆動キットも中型と小型に分けられる。また、グラビティーゾイドの一部や、SSゾイド、TFゾイドのように歩行ギミックを持たないゾイドも存在する。このシリーズは国外でも販売され、「ZOIDS 2」や米国ハズブロ社、シンガポールなどでも展開された。これら国外版ゾイドには日本国内では流通していないオリジナルカラーや新規金型のキットも存在する。
なお、トミーアメリカ法人の企画であるZOIDSではスケールは設定されていなかったが、メカ生体ゾイドシリーズの展開に当たり、当時トミーが輸入していた英国エアフィックス製のミリタリープラモデルと同じ1/72スケールに設定された。

#### 海外展開
イギリスをはじめヨーロッパやアジア、オーストラリアでも販売され、日本版とは異なる背景設定が漫画で発表された。アメリカでも1985年に「ROBOSTRUX」として発売。後に「TECHNOZOIDS」として北米地域で商品展開された。1999年に「機獣新世紀ゾイド」として再開された際にも欧米圏やアジア圏、オーストラリアなどでも販売された。

| 海外版シリーズ一覧 | 海外版シリーズ一覧                                               |
| ZOIDS2 | ZOIDS2                                                           |
| --- | ---------------------------------------------------------------- |
| かつてTOMY UK（イギリス）で販売されていたシリーズ。メッキを多用している。 |                                                                  |
| SABRE | サーベルタイガーのリカラー                                       |
| CRUNCHER | ベアファイターのリカラー                                         |
| ROBOSTRUX |                                                                  |
| 1980年代にアメリカで発売されていたシリーズ。薄い青・緑を基調としたカラーリングが特徴。 |                                                                  |
| TEROX | ゴジュラスのリカラー。                                           |
| BRUTOX | レッドホーンのリカラー。                                         |
| ZOIDS/SUPERZOIDS |                                                                  |
| 1980年代にイギリスで発売されていたシリーズ。 |                                                                  |
| MAMMOTH THE DESTROYER | ゾイドマンモスのリカラー                                         |
| GAIANT ZRK | ビガザウロの国外版                                               |
| TECHNO ZOIDS |                                                                  |
| かつてアメリカで発売されていたシリーズ。 |                                                                  |
| STRIKE ZILLA | アロザウラーのリカラー                                           |
| ZOIDS(Hasbro) |                                                                  |
| 2001年ごろからのゾイド海外展開のため、アメリカ・ハズブロ社から販売されていたシリーズ。一部は日本でも2001年11月に限定発売された。メインはRZ-EZシリーズの国外版パッケージ変更分であるが、一部は完全新規も存在する。 |                                                                  |
| Liger Zero | ライガーゼロの国外版                                             |
| Zaber Fang | セイバータイガーの国外版。カラーリングはチーム・タイガース仕様。 |

メカボニカ
ゾイドの前身に当たるシリーズ。
（以下、メカボニカでの名称 - ゾイドでの名称の順）
- メカギラス- ガリウス
- メカトロス - グライドラー
- メカファントス - エレファンタス

アタックゾイド

### 1/35スケール組み立てキット
シリーズ第3期のゾイドワイルドシリーズで登場した「リアルムービングキット」は1/35スケールで展開されている。

## ゾイド関連商品
ゾイコロ
ゾイドをSD化したプルバックカー。ネーミングはゾイド+ちびコロ（旧トミーが出していたチョロQのような製品）からで、初期の小型ゾイド14種類（共和国ガリウス、グライドラー、エレファンタス、グランチュラ、ゴルゴドス、ハイドッカー、ペガサロス、スパイカー、バリゲーター、マーダ、ゲーター、モルガ、ゲルダー、ザットン）がリリースされた。1999年のゾイド復活に合わせて復刻の予定があったが、実現しなかった。
ゼブラゾイド
製作はトミー、販売はゼブラ。ランナー付の組み立て式だが材質は消しゴムで、シャーペンが付属し、完成品にミサイルとして装備させる。キャッチフレーズは「敵をただちに『消去』せよ！ 」。
（以下、形式番号 - 名称 - 型の順）
- ZK-01 - ゾリオン - サソリ型
- ZK-02 - マディオス - カマキリ型
- ZK-03 - タランドス - クワガタ型

ガタローガム
カバヤから発売された食玩。時代劇風のコミカルな二頭身キャラにアレンジされたゾイドの組み立てモデルが付属。ゼンマイで歩く機能付き。
主な種類
- ウル殿（ウルトラザウルスがモチーフ）
- アイアン弁慶（アイアンコングがモチーフ）
- シールド銭形（シールドライガーがモチーフ）
- サーベル才蔵（サーベルタイガーがモチーフ）

ジュニアゾイド

ゾイドガム
カバヤから発売された組み立て式食玩。
森永チョコスナック メカ生体ゾイド

CDゾイド
トミー（発売元ユージン）のカプセルトイやカバヤ食玩で発売されたゾイドのコミカル・ディフォルメフィギュア。
メカ生体ゾイドウェファーチョコ
森永より1987年ごろに発売されたウエハース。裏面に機体スペックが記載されたシールが同梱する。

ゾイドスーパー・メタリック・コインコレクション
1999年にユージンより発売されたゾイドのメダル。全6種がゴールド・シルバー・ブロンズのどれかの色で封入されている。
ゾイドの缶詰
ユージンより発売されたゾイドのミニフィギュア。名前の通り缶詰状のケースにゾイドがランダム封入されている。
ゾイド リアルライトキーホルダー
ユーメイトより1999年に販売されたゾイドのストラップ。シールドライガーとセイバータイガー、ゴジュラスとデスザウラーの4種類で、スイッチのON/OFFで発光するが、電池交換ができないため、電池切れ後はただのキーホルダーとして扱うことを推奨されている。
ゾイドミニコレクション
2000年3月上旬に発売されたゾイドのミニサイズフィギュア。共和国・帝国ゾイドのセット販売のほか、ブリスターの単品販売もなされていた。
ゾイド ミニダイキャストフィギュアシリーズ
ブリスターパックに入ったダイキャストのフィギュア。ゴジュラス、セイバータイガー、レッドホーン、モルガの4種類。
ゾイド トレーディングコレクション
2000年に天田印刷加工より発売されたコレクションカード。イラストはアニメゾイド -ZOIDS-からの抜粋となる。
ゾイドコレクション
ユージンから発売されたノンスケールのカプセルトイ。2000年から2003年にわたり11弾までリリースされた。6弾以降、シークレットに装甲巨神Zナイトの装甲巨神がラインナップされている。トミーからも2001年3月中旬にボックス形式の販売で1弾のみリリースされている。
ゾイドコレクションDX
ゾイドコレクションと連動した移動要塞シリーズ。ホエールキング、ホバーカーゴ、ドラグーンネストの3種類がリリースされた。
1/72ゾイドフィギュアコレクション
2000年3月にユージンよりカプセルトイとして発売されたゾイドシリーズのパイロットフィギュアの彩色シリーズ。全1弾で、フィーネ&バン、アーバイン、ムンベイ、レイヴン、ジーク、シャドー、共和国兵&帝国兵がラインナップされていた。
後にトミー版EZ-034ジェノブレイカーに付属されたシャドーの1/72フィギュアはこれの流用となる。
ゾイドフィギュアコレクション

フルタ ゾイドコレクション
2000年にフルタ製菓より発売されたゾイドの完成・塗装済食玩。全2弾で、第1弾はシールドライガー、レドラー、レッドホーン、コマンドウルフ（アーバイン仕様）。第2弾はアイアンコング、ゴルドス、ゴジュラス、セイバータイガーのラインナップとなっている。
ゾイドシューズ
2000年ごろにムーンスターより発売されたゾイドの子供靴。
ゾイドギア
2001年に発売された携帯液晶ゲーム。アニメゾイド新世紀スラッシュゼロ作中においてはゾイドウォーリアーの登録許可証として登場していた。
可動王

SRDX
2001年ごろからユージン・SRDXシリーズの一環として発売されていたゾイドシリーズのヒロインたちのフィギュア。
ゾイドアートスタチュー
2002年から2003年まで展開されたトレーディングフィギュアシリーズ。3弾までリリースされた。原型製作はコトブキヤ。4弾も企画されたが、これは後に「ゾイドアクションアートコレクション」としてユージンから販売した。なお、試作として製作されたビガザウロとベアファイターのスタチューは製品化されなかった。
ゾイド・バトルアクションフィギュア
米国市場向けにハズブロ社から発売されていたミサイル発射機能付きのアクションフィギュア。日本でも一部店舗で発売された。
トミカブロス　ブレードライガー
2003年に大ゾイド展で限定発売されたトミカの完成品ブレードライガー。ノーマルとレオン仕様の二種類が同イベントで発売されたほか、2004年にはゲームソフト『ZOIDS STRUGGLE』の特典としてブレードライガーミラージュLが付属した。
メタルコレクション ゾイド
2003年にアイコムから発売されたダイキャスト製ミニフィギュア。ゾイドブロックスの機体から6種がラインナップされた。
ゾイドヘッドコレクション
ゾイドの頭部を精巧に作り上げたトレーディングフュギュアシリーズ。13種類リリースされた。
ゾイドフューザーズ　ジオラマアート
2004年ごろに発売された固定完成品のジオラマフィギュア。ライガーゼロフェニックス、バスターフューラー、ライガーゼロ、ゴジュラスギガがラインナップされた。
ゾイドアクションアートコレクション
2005年にユージンより発売されたカプセルトイ。全2弾。
ゾイドクイックキット
2005年に発売された組立てを簡略化されたシリーズ。3種類。
ゾイドバトルモデル
トミーから発売されたゾイドフューザーズの食玩。ゾイドフィギュアとラムネ菓子のセットで、凱龍輝、コマンドストライカー、ライガーゼロフェニックス、ライガーゼロファルコンの全4種類。
ゾイドカスタマイズモデル
トミーから発売されたゾイドジェネシスの食玩。ゾイドフィギュアとラムネ菓子のセットで、ハヤテライガー、デッドリーコング、バイオメガラプトル、ソウルタイガーの全4種類。
ハイエンドマスターモデル(HMM)

SRDX SP
2007年に発売された、上記SRDXシリーズの上位フィギュア。発売されたのはセリカ・ルークラフトのみだが、アニメ版のデザイナー坂崎忠によりリデザインされたもの。
ゾイドエヴォドライブ
2007年に発売された手のひらサイズの駆動ゾイド。新開発の小型ゼンマイユニットおよび、新型モーターユニット「ハイスペックZ（充電式）」を使用する。ゼンマイユニットとモーターユニットは形状に互換性があり、それぞれを入れ替えることが可能な仕様。
ねんどろいど
2007年、2008年にねんどろいどシリーズにおいてゾイドジェネシスからレ・ミィ、コトナ・エレガンスが発売された。
ゾイドデフォルメフィギュアストラップ
2009年にコカ・コーラと提携した景品。コカ・コーラなど同社の対象製品を対象店舗（デイリーヤマザキ、ミニストップ、am/pmなど）で一つ買うごとに一個付いてくる。旧大戦時代のカラーリングを基にしている。
大きさは10円玉大で種類はゴジュラス、ゴルドス、シールドライガー、コマンドウルフ、デスザウラー、アイアンコング、レッドホーン、サーベルタイガーの計8種類。
リボルテックヤマグチ　ゾイド
2010年に海洋堂リボルテックシリーズから発売された。ブレードライガーとジェノブレイカー、およびブレードライガーミラージュの3種類。
やまと　シールドライガー
2010年にやまとより販売された完成品トイ。シールドライガーとシールドライガーDCS-Jの二種類が発売された。
フィぎゅっと! ゾイドガール ゾイドガール　シールドライガー
2012年にグリフォンエンタープライズより発売されたフィぎゅっと! シリーズのゾイドガールフィギュア。
モデラーズスピリットシリーズ(MSS)
トミーテックより2013年に展開された1/144スケールのプラモデルシリーズ。
threezero　シールドライガー、アイアンコング
threezeroより2013年から発売されたゾイドの完成品トイ。デザインは『ZOIDS concept art』版を踏襲している。
ゾイドマスターピース シールドライガー、セイバータイガー
タカラトミーより2016年に発売された電動ゾイド。
HAGANE WORKS ブレードライガー
2020年にグッドスマイルカンパニーより販売されたHAGANE WORKSシリーズの完成品トイ。
超合金 RZ-041 ライガーゼロ、ライガーゼロ(素体)、ライガーゼロ専用チェンジングアーマーセット
2023年にタカラトミーとバンダイのコラボでBANDAI SPIRITSから展開されたアクションフィギュア。2024年に素体、チェンジングアーマーセットも発売。
AZシリーズ
2023年よりタカラトミーから展開されているアニメに準拠した電動ゾイドのシリーズ。
REALIZE MODEL
2025年よりタカラトミーから展開されている1/100スケールのアクションプラキットシリーズ。
鋼鉄機神 アダマスマキナ バーサークフューラー
2025年よりタカラトミーから展開されている完成品合金トイ。
SYNERGENEX
2025年よりタカラトミーから展開されているコラボレーションを目的としたトイ。

## メディア展開

### アニメ
- ゾイド -ZOIDS-（1999年 - 2000年）
- ゾイド新世紀スラッシュゼロ（2001年）
- ゾイドフューザーズ（2004年 - 2005年）
- ゾイドジェネシス（2005年 - 2006年）
- ゾイドワイルド（2018年 - 2019年）
- ゾイドワイルドZERO（2019年 - 2020年）

これ以外に、1985年ごろに製作されたプロモーションアニメが存在する。2001東京おもちゃショーにて公開された。

### 漫画

#### 雑誌連載
- ゾイド創世記 （小学館 『コロコロコミック夏休み増刊号(1984年8月)』、『月刊コロコロコミック』1984年11月～12月号、『コロコロコミック 新年増刊号(1985年1月)』、『コロコロコミック春休み増刊号(1985年4月)』、『コロコロコミック夏休み増刊号(1985年8月)』掲載）- 作者・おちよしひこ（現・越智義彦）[注 10]
- 特攻!!ゾイド少年隊 - 作者・青木たかお [注 11]
- 機獣新世紀・ZOIDS - 作者・上山道郎
- ゾイド新世紀スラッシュゼロ（小学館 『別冊コロコロコミック』2001年2月～8月号掲載） - 作者・溝渕誠
- 機獣バトル ゾイド大戦（小学館 『小学四年生』2000年4月号～9月号掲載） - 作者・大橋吉彦(原作)、佐藤元(作画)
- ゾイドバトルストーリー（小学館 『小学二年生』2000年4月号～2001年2月号掲載） - 作者・三鷹公一
- ゾイド・ゼロ（小学館 『小学二年生』2001年4月号～7月号掲載） - 作者・三鷹公一
- ゾイドウォーズ・ゼロ（小学館 『小学三年生』2001年4月号～2002年1月号連載[注 12]） - 作者・三鷹公一
- ゾイドバトラー雷牙 - 作者・帯ひろ志
- ZOIDSバトルカード戦士コマンダーTERU - 作者・溝渕誠
- ZOIDS惑星Zi - 作者・塩崎雄二
- 鉄魂!!ZOIDS核闘技 - 作者・溝渕誠
- ゾイドSS - 作者・岩瀬昌嗣
- すすめ！ゴジュラス(小学館『小学一年生』1987年8月号～11月号掲載) - 作者・石川森彦[注 13]
- ゾイドワイルド（コロコロコミック2018年5月号〜2019年6月号） - 作者・森茶
- ゾイドワイルド2（コロコロコミック2019年9月号 - 2020年11月号)  - 作者・森茶

#### Webコミック
- ZOIDS Web Comic バックスVSマヤ編
- ZOIDS妄想戦記
- ZOIDS妄想戦記2
- ZOIDS FIELD OF REBELLION Webコミック（作画：藤異秀明、脚本：柳坂明彦・いけうらまこと）

#### その他
- ゾイドバトルコミック - 作者・たかや健二・たなかてつお・石川森彦[注 14]
- Spider-Man and Zoids - 作者・Grant Morrison・Steve Yeowell
- 機獣ぎゃぐわーるど ぞいどっ!! - 作者・曽山一寿
- 機獣新世紀・ZOIDS EX（公式ではなく上山道郎による同人コミック）
- ファミコンゾイド(小学館『小学三年生』1987年8月号掲載) -　作者・たかや健二
- 奇獣大活劇ゾイドじぇねしす(小学館『別冊コロコロコミック』2005年6月号付録冊子掲載)　- 作者・小西紀行

### ライトノベル
- ゾイドジェネレイションズ -ZOIDS GENERATIONS-

### ゲーム

#### コンピュータゲーム
特に注記の無い限りトミー（現タカラトミー）発売（カッコ内は制作発注先）
- ファミリーコンピュータ用
  - ゾイド 中央大陸の戦い（東芝EMI）
  - ゾイド2 ゼネバスの逆襲（東芝EMI）
  - ゾイド黙示録
- MSX用
  - ゾイド 中央大陸の戦い（東芝EMI）
- コモドール64、ZX Spectrum、Amstrad CPC用
  - ZOIDS - the Battle Begins（Martech）※日本未発売
- ニンテンドー ゲームキューブ用
  - ZOIDS VS.（ゾイドバーサス）シリーズ（翔泳社）
  - ゾイドフルメタルクラッシュ（エイティング）
- Nintendo Switch用
  - ゾイドワイルド キングオブブラスト（エイティング）
  - ゾイドワイルドインフィニティブラスト（エイティング）
- PlayStation用
  - ZOIDS 帝国VS共和国 メカ生体の遺伝子（ウィル）
  - ZOIDS2 ヘリック共和国VSガイロス帝国（ウィル）
  - ゾイドバトルカードゲーム 西方大陸戦記（ナツメ）
- PlayStation 2用
  - ZOIDS STRUGGLE（エイティング）
  - ゾイドタクティクス（翔泳社）
- ゲームボーイ用
  - メカ生体ゾイド ゾイド伝説
- ゲームボーイカラー用
  - ゾイド邪神復活!〜ジェノブレイカー編〜（ウィル）
  - ZOIDS〜白銀の獣機神ライガーゼロ〜
- ゲームボーイアドバンス用
  - ZOIDS SAGA（ゾイドサーガ）シリーズ（アメディオ）
  - サイバードライブゾイド 機獣の戦士ヒュウ（エヌディーキューブ）
- ニンテンドーDS用
  - ZOIDS SAGA DS 〜legend of arcadia〜
  - ゾイドダッシュ
  - ゾイドバトルコロシアム
- Xbox 360用
  - ゾイド オルタナティブ（翔泳社）
- パソコンゲーム
  - ZOIDS ONLINE WARS（翔泳社）
- アーケードゲーム
  - ゾイドインフィニティ シリーズ（開発は翔泳社、筐体はタイトー製。後に家庭用にPlayStation 2とXBOX 360『ゾイドインフィニティEX NEO』に移植）
  - ゾイドワイルド バトルカードハンター（ウィル）
- GREE用
  - ゾイド－鋼の絆－（スーパーアプリ）
- Gクラスタ、Android、iOS用
  - ZOIDS Material Hunters（ブロードメディア）
- スマートフォン用（Android、iOS）
  - ZOIDS FIELD OF REBELLION（エイティング）
  - ゾイドワイルド公式アプリ（企画・監修：開発魂、開発：AAAC.Inc）
  - ZOIDS WILD ARENA（ACT Games）※Androidと、Windows（PC）端末のみ

##### ゲスト出演
以下の全てに「ゾイドジェネシス」が登場している他、スーパーロボット大戦Operation Extendには「ゾイド -ZOIDS-」と「ゾイド新世紀スラッシュゼロ」も登場している。
- ニンテンドーDS
  - スーパーロボット大戦K（バンダイナムコゲームス・バンプレストレーベル）
  - スパロボ学園（バンダイナムコゲームス）
- PlayStation Portable
  - スーパーロボット大戦Operation Extend（バンダイナムコゲームス）

#### トレーディングカードゲーム
ゾイドバトルカードゲーム
1999年のゾイド復活に合わせて2000年3月下旬から2002年春まで展開された。全6弾。ボードゲームとTCGを融合したようなゲームシステムが特徴。
ゾイドスクランブル
『ゾイドフューザーズ』や『ゾイドジェネシス』の放映に合わせ、メディアミックスの一環として2004年12月～2005年7月まで展開された。全3弾。また、前述の二作の放送当時の一部キットの初版にも限定カードが付属した(当時トイザらスにて限定再販されたRZ・EZシリーズのキットの中にもカードが付属したものが存在する。)。
前身に当たるゾイドバトルカードゲームとは趣を変え、ポケモンカードゲームや遊☆戯☆王オフィシャルカードゲームなどのTCGを彷彿とさせるゲームシステムが採用されている。
ゾイドカードコロシアム
トレーディングカード方式のアーケードゲーム。
2005年11月より稼動、2006年9月にセカンドバージョンにバージョンアップ、第6弾まで発売されたが2007年7月31日にサービスを終了した。
後に「ゾイドバトルコロシアム」としてDS用ソフトが発売された。

## 姉妹シリーズ
第1期ゾイドシリーズの終了後、1991年から1993年までは、世界観につながりのある人型電動歩行キット「装甲巨神Zナイト（ズィー・ナイト）」シリーズが展開されていた。
また、第1期ゾイドシリーズの後継者として模索されていた商品に、かつて展開されていた『超次元戦隊ラッツ』や、『サイテックス』を挙げる評論もみられる。